# فرید احمد مزدک

فرید احمد مزدک

فرید احمد مزدک (زادهٔ ۱۳۳۷ خورشیدی) رئیس سازمان جوانان، عضو کمیته مرکزی حزب دمکراتیک خلق افغانستان و معاون پیشین حزب وطن در زمان دکتورمحمد نجیب‌الله بود.
در ۶ جدی (سال) ۱۳۵۸، هنگامی که دولت ببرک کارمل روی کار آمد، فرید مزدک به‌جای عبدالرحمان پسر حفیظ‌الله امین، به‌عنوان دبیر (منشی) سازمان دیموکراتیک جوانان افغانستان منصوب شد. سپس، به‌تدریج از این سازمان تا سطوح بالایی حزب، پله‌های ترقی را پیمود. او در این حزب، دبیر (منشی) اول سازمان دمکراتیک جوانان افغانستان، دبیر و عضو دفتر سیاسی کمیته مرکزی حزب دمکراتیک افغانستان و پس از تغییر نام حزب به حزب وطن، معاون رئیس حزب وطن بود. مدتی هم نمایندهٔ مردم شهر کابل در پارلمان (شورای ملی) افغانستان، در زمان محمد نجیب‌الله انتخاب شد.
تمام خانواده وی از زمان سلطنت ببرک کارمل تا نجیب الله درگیر امور سیاسی، نظامی و اجتماعی بودند. برادران وی نیز اعضای حزب. د.خ. ا بودند. برادران دیگر وی یار محمد یار، رفیع الله، فردین، فولاد و بنیاد نامیده می‌شود.

## زندگی‌نامه
فرید احمد مزدک فرزند فقیرمحمد، در سال ۱۳۳۷ خورشیدی (۱۲ مه ۱۹۵۸)، به‌دنیا آمد. دورهٔ ابتدائیه را تا (صنف) دهم در لیسهٔ نادریه دنبال کرد. او که در سال ۱۳۵۲ عضو حزب دمکراتیک خلق افغانستان (جناح پرچم) شد، در ثور (اردیبهشت) ۱۳۵۴ (آوریل ۱۹۷۵)، در هنگام پخش طرح پیشنهادی قانون اساسی جناح پرچم در مدرسه توسط پلیس دستگیر و زندانی شد. با این حال، وی مدت ۱۱ ماه را در زندان دهمزنک، به‌شکل (کوته قفلی)، سپری کرد.
مزدک، در حمل ۱۳۵۵، از زندان رها شد و به گفتهٔ خودش، در سال ۱۳۵۸، ادامهٔ تحصیل را در (لیسهٔ) حبیبیه به پایان رسانید. زمانی که در هفتم ثور (اردیبهشت) ۱۳۵۷ کودتای نظامی حزب خلق انجام گرفت، او هنوز دانش‌آموز بود. اما پس از آن‌که رهبران جناح پرچم، دستگیر یا تبعید شدند، وی نیز چندی تحت تعقیب قرار گرفت و در زمستان همان‌سال، ناگزیر زندگی مخفی را اختیار کرد.
در ۶ جدی سال ۱۳۵۸، هنگامی که دولت ببرک کارمل روی کار آمد، فرید مزدک به‌جای عبدالرحمان پسر حفیظ‌الله امین، به‌عنوان دبیر (منشی) سازمان دمکراتیک جوانان افغانستان منصوب شد. سپس، به‌تدریج از این سازمان تا سطوح بالایی حزب، پله‌های ترقی را پیمود. او در این حزب، دبیر (منشی) اول سازمان دمکراتیک جوانان افغانستان، دبیر و عضو دفتر سیاسی کمیته مرکزی حزب دمکراتیک افغانستان و پس از تغییر نام حزب به حزب وطن، معاون رئیس حزب وطن بود. مدتی هم نمایندهٔ مردم شهر کابل در پارلمان (شورای ملی) افغانستان، در زمان محمد نجیب‌الله انتخاب شد.
مزدک، از سال ۱۳۵۹ تا ۱۳۶۳، تحصیلات عالی را به‌طور غیابی، در انستیتوی جوانان شهر مسکو، در رشتهٔ تاریخ و تعلیم و تربیت، به پایان رساند.
پس از سقوط رژیم محمد نجیب‌الله، مزدک، در تابستان سال ۱۳۷۱، کشور را ترک گفت و از مارس ۱۹۹۵ به کشور آلمان پناهنده شد. فرید مزدک، پس از آن‌که سال‌ها در غرب زندگی کرده‌است، اکنون، افکار سیاسی چپ‌گرایانه‌اش متحول شده‌است و گذشته و آینده را از منظر دیگری می‌بیند. به نظر او، «حزب دمکراتیک خلق افغانستان»، از بدو تأسیس تا آخرین روزهای حیات خود، دچار مشکلات و اختلافات درون حزبی بود و در سال‌های حاکمیت هرگز جنگ مجال نداد تا برنامه‌های دموکراتیک در عمل پیاده شوند.

## کودتا علیه محمد نجیب‌الله
فرید احمد مزدک، یک مقام ارشد حزب وطن در دولت محمد نجیب‌الله بود. وی وظیفه معاونیت حزب وطن بدوش داشت. او به همراه تعدادی دیگر از مقامات حزب، دولت و ارتش، در ماه مارس علیه طرح صلح داکتر نجیب اله قیام کردند. او در کودتا نقش اساسی داشت. اسامی سایر مقامات ارشد دولت محمد نجیب‌الله که برای خنثی کردن برنامه صلح سازمان ملل متحد قیام کردند قرار ذیل می‌باشد: محمود بریالایی، عضو دفتر مرکزی امور سیاسی حزب وطن. نجام الدین کاویانی، عضو دفتر سیاسی کمیته مرکزی حزب وطن، عبدالوکیل وزیر امور خارجه، جنرال محمد نبی عظیمی معاون وزیر دفاع و قومندان گارنیزون کابل، سرتیپ عبدالرشید دوستم فرمانده لشکر ۳، جنرال عبدالحق علومی (اکنون فوت شده) ژنرال محمد عزیز حساس، ژنرال آصف دلاور، فرمانده گارد ویژه ژنرال سید اعظم سید، ژنرال امیرمحمد، معاونان وزیر امور خارجه در امور امنیتی ژنرال یار محمد، ژنرال باقر فرین، عضو کمیته مرکزی حزب وطن، شفیق الله تودی. ضمیر، نعمت، آدینا سنگین و برخی دیگر. آنها در مارس ۱۳۷۱ علیه دولت محمد نجیب‌الله کودتا کردند و برنامه صلح سازمان ملل را خنثی کردند.

## فاجعهپس از کودتا
در نتیجه فرار نجیب که میخواست به هند نزد خانواده‌اش برود، و قدرت را تنها به گلبدین حکمتیار(همزبان و هم قومش) تحویل دهد که در فرودگاه کابل سربازان ژنرال دوستم مانع او شدند و از آنجا به دفتر ملل متحد پناهنده شد. 
کودتا علیه محمد نجیب‌الله و برنامه صلح، شورای نظار حزب وحدت و جنبش ملی به قدرت رسید. رهبران جهادی به جای تشدید جنگ داخلی در کشور، حل اختلافات و تلاش برای صلح در یک افغانستان آشفته، برای قدرت گرفتن در میان خود جنگیده‌اند. جنگ‌ها در مناطق مختلف کشور در جریان بود، هر سازمان سعی در گسترش حوزه نفوذ خود داشت. ده‌ها هزار افغان بی گناه در پایتخت کابل جان خود را از دست داده‌اند. زنان، زنان بیوه، کودکان، یتیمان و سالخوردگان به طرز وحشیانه ای توسط اسلحه، مسلسل و گلوله‌های توپ خورده شدند. ناموس مردم زیر پا گذاشته شد. تعصبات زبانی برانگیخته شد، دولت، دارایی و دارایی مردم به یغما رفت و غارت شد، چنین دوره ای از جهل و تاریکی فرا رسید که کل جامعه بین‌المللی مبهوت و مبهوت شد. رهبران جهادی، تحت هدایت برخی کشورهای خارجی مانند ایران، پاکستان، ازبکستان، تاجیکستان و روسیه، مصمم هستند که مردم خود را نابود کنند و کشور خود را بیشتر نابود کنند. فرید احمد مزدک یکی از مسئولیت پذیرترین افراد در افغانستان برای این دوره تاریک است.